# Сладкий пирог
«Сладкий пирог» — советский короткометражный мультипликационный фильм 1937 года режиссёра Дмитрия Бабиченко и Александра Белякова. Первый цветной мультфильм киностудии «Союзмультфильм».

## Сюжет
Наступает Лесной праздник. К пекарю дедушке Кренделею приезжают звери и просят его сделать праздничный пирог. Но тот отказывается ссылаясь на свою старость. Пирог вызывается сделать внук и ученик Кренделея — Бубус. Тут приходит Галчонок и говорит всем что он великий повар и поможет сделать Кренделею пирог. Кренделей ему не верит и просит сделать Бубуса и Галчонка по кренделю. Чей будет лучше тому и делать пирог. Обманом галчонок подменивает крендель и дедушка Кренделей доверяет делать ему пирог. Бубус помогает Галчонку, но тот ему говорит что, он и до сотни не сосчитает, а него все будет готово. И выгоняет Бубуса. В это время Галчонок решает украсть фрукты и ягоды которые привезли звери для пирога, но Бубус его замечает и отвоевывает фрукты. Завязывается драка. Галчонок бросает Бубуса в тесто, заготовленное для пирога. Вскоре возвращается дедушка Кренделей и собирается ставить тесто в печь, но из него выскакивает Бубус. Обман раскрывается и Галчонок с позором уходит из булочной. Теперь пирог готовит Бубус. Все звери рады пирогу. Отныне Бубус — настоящий пекарь!

## Создатели
- сценарий — Эммануил Двинский, Ю. Коновалов
- режиссёр и художник — Дмитрий Бабиченко
- композитор — Алексей Аксёнов
- сорежиссёр и художник — Александр Беляков
- мультипликаторы — Ламис Бредис, Борис Дёжкин, Фаина Епифанова, И. Кеша, В. Купер, Лев Позднеев
- оператор — Д. Каретный
- звукооператор — С. Ренский

## Реставрация
Фильм восстановлен в 2012 году с цветоделённого негатива-оригинала из собрания Госфильмофонда России. Премьера восстановленного цветного варианта 2013 года на фестивале «Белые столбы»: самая первая на студии цветная картина — «Сладкий пирог» Д. Н. Бабиченко (1937) — и последняя студийная «трёхцветка» — «Зимняя сказка» И. П. Вано (1945). Над восстановлением работали Николай Майоров и Владимир Котовский.